# Distretto di Miyoshi
Il distretto di Miyoshi (三好郡, Miyoshi-gun?) è uno dei distretti della prefettura di Tokushima, in Giappone.
Attualmente fa parte del distretto solo il comune di Higashimiyoshi.
| Controllo di autorità | VIAF (EN) 259664647 · NDL (EN, JA) 00635236 |